# 리르의 아들 마나워단

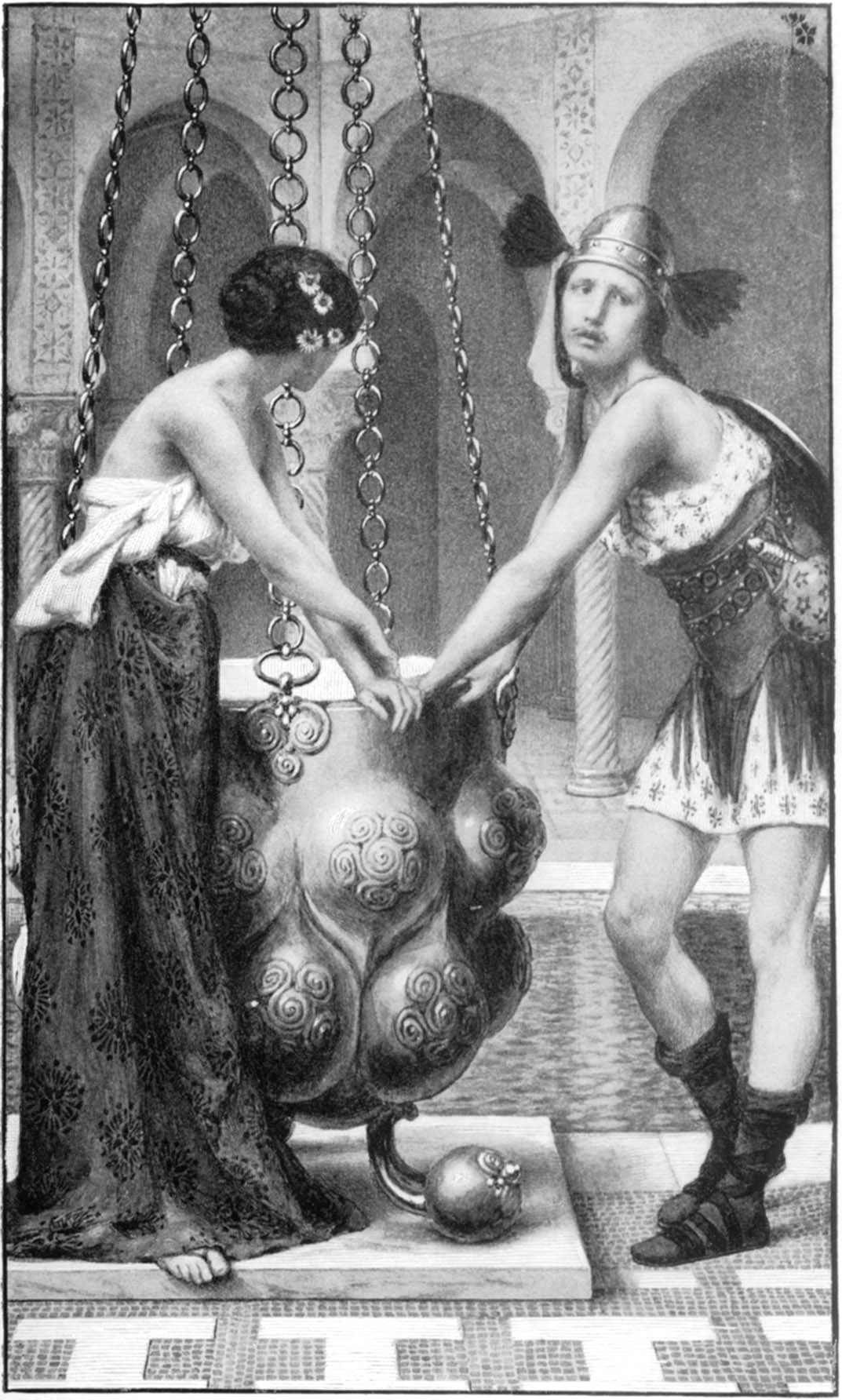
그릇에 붙잡힌 프러데리와 리아논.

〈리르의 아들 마나워단〉(웨일스어: Manawydan fab Llŷr 마나워단 밥 리르[mana'wɘdan vaːb ɬiːr])은 중세 웨일스어 문학 작품으로, 마비노기의 네 가지 중 제3가지다. 제2가지 〈리르의 딸 브란웬〉에서 내용이 바로 이어진다. 주인공들의 나라인 더베드에 마법의 안개가 몰려와 사람들과 가축들이 모두 사라져 불모지가 되어버린 난장판이 해결되는 과정을 다루고 있다.
헤르게스트의 적색서와 레데르흐의 백색서에 이야기가 실려 있으며, 프러데인 섬의 삼인조에도 이야기와 관련된 내용이 있다.

## 줄거리
형 브란 벤디게이드의 유언에 따라 브란의 수급을 프랑스 방향을 바라보도록 묻은 마나워단은 친구 프러데리와 함께 더베드 왕국으로 귀환길에 오른다. 더베드로 돌아온 프러데리는 아내 키그바와 재회한다. 마나워단은 과부가 된 리아논(프러데리의 모친)과 결혼한다. 프러데리는 자기들이 부재하던 동안 지고왕위를 차지한 카스왈라운에게 충성맹세를 하러 켄트를 향해 출발한다. 얼마 뒤, 마법의 안개가 몰려와, 주인공 부부들 네 사람을 제외한 모든 인간들과 가축들이 사라진다.
프러데리와 마나워단은 잉글랜드 쪽으로 가는 길에 여러 마을에서 물물교환을 하며 생계를 유지한다. 하지만 그때마다 그들의 놀라운 실력을 시기한 다른 상인들과 분쟁이 일어나 쫓겨난다. 결국 여행을 포기하고 더베드로 돌아온 마나워단과 프러데리는 사냥을 하다가 흰색 멧돼지를 발견한다. 그 멧돼지의 뒤를 밟았더니 거대한 요새가 우뚝 서 있었다. 마나워단의 만류에도 불구하고 프러데리는 안에 들어가서 보물을 뒤진다. 아름다은 황금 그릇을 발견한 프러데리가 그것을 들어올리자 프러데리의 발은 바닥에, 손은 그릇에 들러붙어 버리고 프러데리는 말의 힘을 잃는다. 마나워단은 프러데리가 나오기를 하염없이 기다리다가 나오지 않자 리아논에게 돌아가 프러데리가 실종되었다고 말한다. 리아논은 남편의 의리없음을 꾸짖고, 요새 안에 들어갔다가 아들과 같은 신세가 되어 버린다. 그리고 안개가 몰려와 요새를 덮어버리자 요새는 통째로 사라져 버리고, 그 안의 리아논과 프러데리 모자도 함께 사라져 버린다. 키그바는 남편을 잃어 슬픔에 울고, 마나워단이 그것을 달랜다. 두 사람은 다시 잉글랜드 방향으로 향하지만, 이번에도 너무 잘나서 쫓겨난다.
불모지가 되어버린 더베드로 돌아온 두 사람은 세 개의 밀밭을 발견한다. 하지만 첫 번째 밀밭은 수확을 시도하기도 전에 죽어버리고, 밤이 되자 두 번째 밀밭도 죽어버린다. 마나워단은 세 번째 밀밭을 계속 지켜보다가, 생쥐떼가 밀밭을 갉아먹어 파괴한다는 것을 알게 된다. 생쥐 한 마리를 붙잡은 마나워단은 본보기 삼아 그 생쥐를 매달아 놓는다. 그러자 뜬금없이 학자 한 명, 사제 한 명, 주교 한 명이 나타나 생쥐를 살려주라고 한다. 마나워단은 거절한다. 그들이 재차 풀어주라 하자, 마나워단은 프러데리와 리아논을 돌려주고, 더베드에 걸린 몹쓸 마법을 풀어 줄 것을 요구한다. 주교는 이 조건에 동의하는데, 알고 보니 마나워단에게 붙잡힌 생쥐는 주교의 아내였다. 그리고 더베드를 불모지로 만들어 주인공들이 이 모든 고생을 하게 만든 문제의 마법의 안개는 리어드 압 킬 코에드의 소행이었던 것으로 밝혀진다. 리어드는 리아논의 전남편 그와울 압 클루드의 친우로, 프러데리의 아버지 푸일과 리아논이 짜고 그와울을 엿먹인 뒤 자기들끼리 배가 맞아 결혼한 것을 복수하려고 이런 짓을 꾸민 것이었다. 더베드에 걸린 마법이 모두 풀리면서 이야기가 끝난다.

## 해석
윌 파커는 이 가지가 아일랜드 신화 열왕 대계에 속하는 데시 축출사에 많은 영향을 받았다고 말한다. 데시 축출사는 아일랜드의 군장국가인 데시 부족이 암흑시대에 웨일스 남서부로 건너와서 더베드 왕국을 세웠다는 이야기를 다루고 있다. 또한 무크라머 벌판 전투에서도 유사점이 발견된다. 파커는 그러므로 마비노기 제3가지는 게일인와 컴리인의 결합으로 더베드 왕가가 형성되는 건국신화라고 결론내린다.